# 60式自走107mm迫撃砲
60式自走107mm迫撃砲（ろくまるしきじそう107ミリはくげきほう）は、60式装甲車をベースに開発された陸上自衛隊の自走迫撃砲である。

## 概要
60式装甲車の試作型の一つであるSU-II型を改設計し、後部車体内に107mm迫撃砲を搭載したものである。製作は三菱重工業、小松製作所。
迫撃砲の射撃は車体後上面のハッチおよび後部ランプドアを開いて行なう。同様に60式装甲車がベースとなっている60式自走81mm迫撃砲とは、車体後部の形状が異なり、車体上部が後端に向かって斜めになっていることと、車体前面左側の7.62mm機関銃マウントがないことで識別できる。
「SX」の仮名称で81mm自走迫撃砲（SV）と併行して開発され、1次試作車では機力により砲を台座ごと車外に移動させ、地面に設地させることでより安定して射撃する機構が備えられていたが、2次試作車では通常は車内に設置したまま射撃し、必要に応じて迫撃砲本体を降車させて車外でも射撃できるように設計変更され、車外射撃用の底板と二脚が装備されている。この底板と二脚は車体前面に積載される。
陸上自衛隊の装備としては最も早く火砲の機械化を行った先進的装備の一つであったが、高価で生産数が少ないために配備先部隊は限られ、18両が北部方面隊麾下の延べ4個の普通科連隊に配備されたに留まっている。
1990年（平成2年）代後半に入り、老朽化のために後継の96式自走120mm迫撃砲に更新、もしくは部隊の装備から外されて全車が退役した。

## 過去に装備していた部隊
- 第3普通科連隊

1994年（平成6年）頃退役し120mm迫撃砲 RT（重迫牽引車による牽引砲）に更新。
- 第11普通科連隊

2002年（平成14年）に96式自走120mm迫撃砲配備完了に伴い全車退役、実際には2000年（平成12年）頃に部隊運用は終了していたが、書類上の予備火器として残っていた。
- 第23普通科連隊

部隊廃止により装備車両は増勢された第3普通科連隊及び第11普通科連隊に管理換。
- 第24普通科連隊

西部方面隊に配置移動した際に装備車両は第3普通科連隊に管理換。